# Rumba cubana
Con il termine rumba si identifica un insieme di ritmi musicali e di danze. È stata dichiarata patrimonio immateriale dell'umanità dall'UNESCO il 30/11/2016. La rumba trova le sue radici nella musica portata a Cuba dagli schiavi africani deportati sull'isola dai colonizzatori spagnoli. Ritmicamente è basata sulle cinque battute che identificano la clave.

## Descrizione e storia
La rumba si sviluppò nelle provincie de L'Avana e Matanzas alla fine del XIX secolo. Essendo un ballo energico e a sfondo sessuale, la rumba veniva repressa ed era bandita poiché considerata oscena. La rumba cubana è completamente diversa dalla rumba da sala, o dallo stile di musica africana chiamata anch'essa rumba. La rumba cubana è ballata tutt'oggi a L'Avana, Matanzas e nelle altre città dell'isola come anche nelle aree rurali, specialmente quando predomina la comunità afro-cubana, sebbene ora ha subito delle influenze dal Jazz e dall'hip hop.
La rumba cubana spesso inizia con un cantante solista che pronuncia sillabe senza particolare significato ('diana'). Quindi comincia ad improvvisare un testo indicando il motivo per cui viene cantata quella particolare Rumba ('decimar': strofa di dieci battute), oppure comincia una canzone più o meno ripetitiva come: "Ave Maria Morena" (Yambú, Anónimo), "Llora Como Lloré" (Guaguancó, S. Ramirez), "Cuba Linda, Cuba Hermosa" (Guaguancó, R.Deza), "China de Oro (Laye Laye)" (Columbia), "Malanga (Murió)" (Columbia)".
La rumba cubana è suddivisa in tre categorie: Yambú (lo stile più vecchio e lento), Columbia, e Guaguancó (lo stile più popolare, che abbiamo ascoltato in brani come Quimbara di Celia Cruz).
Carlos Vidal Bolado (meglio noto come Carlos Vidal) fu il primo a registrare la rumba popolare (Ritmo Afro-Cubano SMC 2519-A e 2520-B, circa 1948).
La rumba cubana è stata dichiarata dall'UNESCO Patrimonio culturale immateriale dell'umanità.

### Rumba Yambú
Questo è lo stile più antico e più lento, chiamato anche "Rumba dei Vecchi". IL ritmo è lento e incorpora movimenti che simulano fragilità; può essere ballata da soli (questo vale specialmente per le donne) o in coppia. Sebbene i ballerini possano flirtare con le compagne durante il ballo, non usano il vacunao della Rumba Guaguancó.

### Rumba Guaguancó
È più veloce del Yambú, con ritmi più complessi e sviluppa movimenti apertamente di approccio tra l'uomo e la donna che "interpretano" il ruolo di "Gallo" e "Gallina". Le donne hanno il compito sia di attrarre l'uomo che di "proteggersi" da lui, che tenta di "possedere" la donna con il vacunao mentre lei è distratta - l'uomo indirizza la mano che tiene un fazzoletto verso le gambe o il bacino della donna per simulare un contatto sessuale. Per difendere se stessa, la donna copre con una o entrambe le mani, oppure può usare la gonna, il punto a cui è rivolto il "colpo" dell'uomo e frusta via l'energia sessuale dal suo corpo.
Molto probabilmente il vacunao è stato ereditato dalla danza yuca o macuta, che è stata portata sull'isola dai Bantú.

### La forma musicale della Rumba Guaguancó
La musica Guaguancó è divisa in due sezioni principali. La prima, il canto, è eseguita da un solista, talvolta parzialmente improvvisata. Sotto la voce principale sono suonate delle parti ritmiche: uno o due tamburi conga suonano un ostinato con due diversi toni, mentre un altro musicista tamburella il lato di un tamburo con le bacchette, chiamati palitos. In genere il cantante suona anche le claves. Questa sezione dura in genere un paio di minuti, finché il cantante solista indica agli altri cantanti di ripetere un breve ritornello, in chiamata e risposta. Questo è il segnale che indica l'inizio della seconda parte, il montuno, che prevede la danza, dove i ballerini si esibiscono in buffonate "gallo e gallina" accompagnati dai musicisti che si esibiscono in lunghi assoli. Il gruppo Vocal Sampling ha suonato una particolare versione di rumba solo cantata dal titolo "Conga Yambumba".

### Rumba Columbia

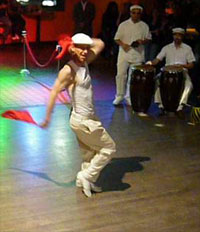
Rumba Columbia: Washington DC, 2008

La Rumba Columbia (non "Colombia") è quella più veloce ed energica, con tempo 6/8, che spesso è accompagnato dal battito di una campana. Si crede che la Columbia abbia le sue origini nei borghi interni dell'isola di Cuba, piuttosto che nei quartieri sub-urbani delle grandi città da dove provengono le altre forme di rumba, ma in realtà la Columbia prende il nome dal quartiere, Columbia appunto, dove i rumberi si riunivano e crearono questo stile. Un ballerino solista, di solito un uomo, provoca i percussionisti, specialmente il musicista con i tamburi piccoli, per spingerli a suonare ritmi complessi che il ballerino imita attraverso movimenti creativi e talvolta acrobatici. I ballerini possono anche competere tra di loro per dimostrare la loro agilità, forza, fiducia e senso dello humor. Tutti questi aspetti della rumba columbia derivano da una forma di arte marziale coloniale chiamata El Juego De Mani che è simile all'esecuzione della Capoeira. La Columbia incorpora molti movimenti che derivano dai balli congolesi e dal flamenco, fino ad arrivare alla breakdance e all'hip hop. Secondo Gregorio 'el Goyo' Hernandez, percussionista cubano, cantante, compositore e storico, ritenuto uno specialista dell'argomento, la rumba columbia trova le sue radici nei canti e nei ritmi delle tradizioni religiose degli Abakuá.

### Il suono
|                                                  |       |  |  |
| Descrizione                                      | Suono |  |  |
| Il percussionista Jon Bailey e una rumba Cubana. |       |  |  |